# Ciocana Nouă
Ciocana Nouă este un cartier din sectorul Ciocana, municipiul Chișinău, Republica Moldova. Cartierul este traversat de artere importante ca străzile: „Mircea Cel Bătrân”, „Nicolae Milescu Spătaru” și „Mihail Sadoveanu”.

## Legături externe
- Cartierul Cioacana Nouă pe wikimapia.org